# 湖南湘涛足球俱乐部2008赛季
2008赛季赛季的湖南湘涛队参加中国足球乙级联赛，决赛时被天津火车头淘汰，再次冲甲失败。

## 赛季介绍
2008年在湖南省足协的支持下，俱乐部筹资600万用于冲甲需要。球队打入淘汰赛第二轮，结果两回合以总比分1比5惨败于天津火车头，再次冲甲失败。12月11日，俱乐部启用了自己历史上的第三版队徽。

## 球员名单
註釋：國旗表示球員在國際足聯資格規則定義的國家隊。球員可能擁有一個以上非國際足聯國籍。
| 號碼 |      | 位置 | 球員     |
| ---- | ---- | ---- | -------- |
| 1    | 中国 | 门将 | 李剑坤   |
| 2    | 中国 |      | 涂权新   |
| 3    | 中国 |      | 水雷     |
| 4    | 中国 |      | 王立春   |
| 5    | 中国 |      | 杨罡     |
| 6    | 中国 |      | 李一超   |
| 7    | 中国 |      | 赵威     |
| 8    | 中国 |      | 张鹏楠   |
| 9    | 中国 |      | 刘家庆   |
| 10   | 中国 |      | 岳洋     |
| 11   | 中国 |      | 乌提库尔 |
| 12   | 中国 |      | 赵云龙   |
| 13   | 中国 |      | 胡大鹏   |

| 號碼 |      | 位置 | 球員   |
| ---- | ---- | ---- | ------ |
| 14   | 中国 |      | 胡皓   |
| 15   | 中国 |      | 张希   |
| 16   | 中国 |      | 李琛   |
| 17   | 中国 |      | 王一迪 |
| 18   | 中国 |      | 任鹏   |
| 19   | 中国 |      | 文超   |
| 20   | 中国 |      | 王琛   |
| 21   | 中国 |      | 王庆   |
| 22   | 中国 | 门将 | 李实   |
| 23   | 中国 |      | 孔涛   |
| 24   | 中国 |      | 陈真   |

## 比赛

### 2008年中国足球乙级联赛南区预赛
- 第1轮  贵州智诚       0-0 湖南湘涛
- 第2轮  湖南湘涛       1-0 宁波华奥联
- 第3轮  湖南湘涛       1-0 温州明日
- 第4轮  天津团泊新城   2-0 湖南湘涛
- 第5轮  湖南湘涛       0-1 广东日之泉
- 第6轮  苏州趣普仕中安 2-1 湖南湘涛
- 第7轮  湛江天地壹号   0-2 湖南湘涛
- 第8轮  湖南湘涛       3-1 贵州智诚
- 第9轮  宁波华奥联     0-1 湖南湘涛
- 第10轮 温州明日       0-1 湖南湘涛
- 第11轮 湖南湘涛       2-1 天津团泊新城
- 第12轮 广东日之泉     4-3 湖南湘涛
- 第13轮 湖南湘涛       3-1 苏州趣普仕中安
- 第14轮 湖南湘涛       4-0 湛江天地壹号

### 2008年中国足球乙级联赛决赛阶段
- 第一轮第一回合 河北衡水老白干   0-2 湖南湘涛
- 第一轮第二回合 湖南湘涛         0-1 河北衡水老白干

总比分2比1，湖南湘涛晋级第二轮
- 第二轮第一回合 湖南湘涛         0-1 天津火车头
- 第三轮第二回合 天津火车头       4-1 湖南湘涛

总比分5比1，湖南湘涛止步第二轮